# Desarrollo del oído
En el adulto el oído está relacionado con la audición y el equilibrio. En el embrión el oído se desarrolla a partir de tres partes diferentes:
- El oído externo: receptor de sonidos que consiste en la oreja y el meato acústico externo,
- El oído medio: que conduce los sonidos desde el oído externo al interno y está constituido por una cadena de tres huesecillos auditivos que conectan la capa interna de la membrana timpánica con la ventana oval del oído interno y,
- El oído interno: que convierte ondas sonoras en impulsos nerviosos y registra los cambios en el equilibrio, formado por órgano vestíbulocodear además en el oído interno están los receptores sensoriales que se encuentran en un líquido llamado endolinfa.[1][2]

## Historia
El desarrollo del oído medio ha sido estudiado por más de 100 años en un nivel puramente práctico, la placoda ótica se ve fácilmente en etapas tempranas del desarrollo de vertebrados haciéndola un tejido ideal para el estudio del sistema a finales del siglo XIX y principios del siglo XX.
Inicialmente se estudiaba en el desarrollo posnatal. Durante la década pasada se avanzó mucho respecto al desarrollo auditivo a causa de las enfermedades y las terapias que se estaban desarrollando para combatir enfermedades en este sistema. El modelo de estudio inicial fueron los peces, ya que el desarrollo se logra externamente y es más fácil su estudio, además el pez cebra presenta mutaciones que están relacionadas con enfermedades humanas, el desarrollo del oído implica las tres capas germinales

## Desarrollo del oído interno

Anatomía del oído humano.

En el endodermo medio la placoda auditiva se desarrolla a la tercera semana. Al inicio de la cuarta semana, aparece el desarrollo de una capa engrosada de ectodermo superficial a cada lado del rombencéfalo, llamada placoda ótica estas se invaginan rápidamente y forman las vesículas óticas o auditivas (otocistos), cada vesícula se divide en un componente ventral que da origen al sáculo y el conducto cóclear y un componente dorsal que forma el utrículo, los conductos semicirculares y el conducto endolinfático; estas membranas constituyen el laberinto membranoso.
En la sexta semana, se vuelven reconocibles las dos regiones de cada otocisto, una dorsal o porción utricular. A partir de la porción utricular crecen tres diverticulos de forma discoide, aplanados y, rápidamente, las porciones centrales de las paredes de estos divertículos se fusionan y desaparecen. Las porciones periféricas no fusionadas de los divertículos se convierten en conductos semicirculares, los cuales más tarde se incluirán en los canales semicirculares.
El mesénquima que rodea al otocisto se condensa y diferencia en cápsula ótica cartilaginosa. Conforme crece el laberinto membranoso, aparecen vacuolas en la cápsula óptica cartilaginosa y, seguidamente entran en coalescencia para formar espacio perilinfático relacionado con el conducto coclear convirtiéndose en 2 divisiones: la escala timpánica y la escala vestibular. La cápsula ótica cartilaginosa se osifica para formar el laberinto óseo del oído interno. En la octava semana, el mesénquima involuciona en un retículo que da lugar al espacio periótico además el sacuolo se evagina en su polo inferior, el conducto coclear que se introduce en el mesenquima que, al término de la octava semana, ha completado dos vueltas y media. El mesenquima que rodea al conducto coclear se diferencia en el cartílago.
En la décima semana, este cartílago experimenta vacuolización y se forman dos espacios perilinfaticos: la rampa vestibular y la rampa timpánica, el conducto coclear queda separado de la rampa vestibular por la membrana vestibular y, la timpánica, por la membrana basilar. Las células epiteliales forman la cresta interna y la cresta externa (hileras de células ciliadas). Las células sensitivas y la membrana tectoria constituyen el órgano de Corti, los impulsos que recibe son trasmitidos al ganglio espiral y luego al sistema nervioso por las fibras del nervio auditivo.

## Desarrollo del oído medio
La porción distal del tubo timpánico ótico del primer saco faríngeo, se expande y se convierte en la cavidad timpánica que envuelve los huesecillos auditivos, la parte proximal del receso tubotimpánico forma la tuba auditiva. Durante el período fetal tardío, las expansiones de la cavidad timpánica originan el antro mastoideo.
Primera bolsa faríngea forma receso tubo timpánico, su parte proximal forma tuba faringotimpánica. La formación de la bolsa faríngea se da a partir del endodermo. La porción distal de la bolsa se ensancha y forma la cavidad timpánica primitiva. Luego la porción próxima se estrecha y forma la trompa de Eustaquio.
Ocurre la neumatizacion de la apófisis mastoides, aparece el antro timpánico por vacuolización de la cavidad timpánica de los huesecillos. Se establecen de la siguiente manera:
1. Primer arco faríngeo o “martillo”,
2. Segundo arco faríngeo o "estribo".

A la sexta semana, nace la primera bolsa branquial. A la décima semana, la cavidad sigue expandiéndose e invade el mesénquima que la rodea para formar el atrium. La cavidad timpánica completa su formación al séptimo mes mediante reabsorción del mesenquima

## Desarrollo del oído externo

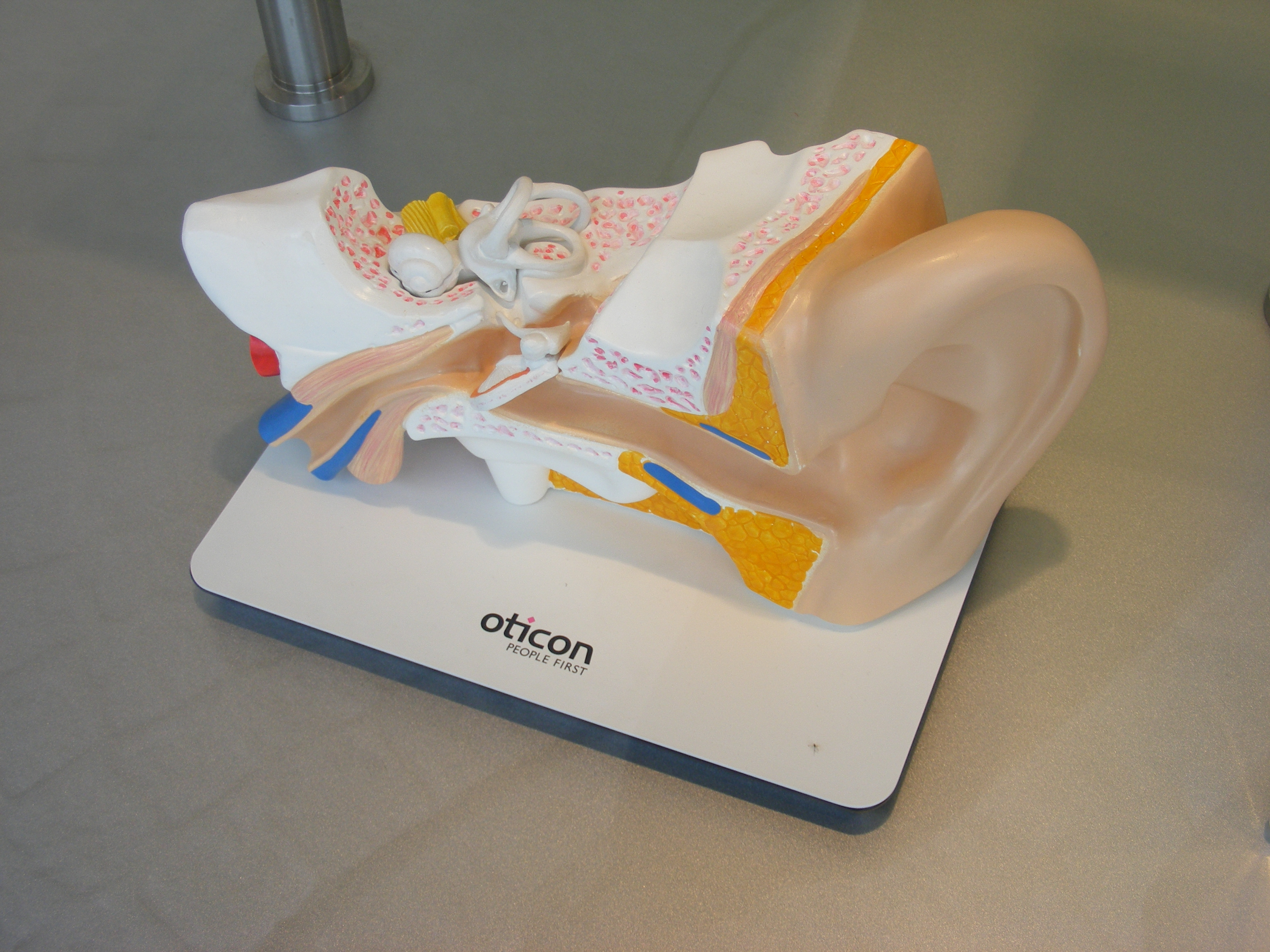
Modelo de oído.

El meato acústico externo se desarrolla del extremo dorsal del primer surco bronquial (faríngeo). En el fondo de este tubo, las células ectodérmicas proliferan en forma de embudo y constituyen una placa epitelial sólida, que se llama tapón meatal. Así posteriormente, en el período fetal, las células centrales de este tapón se degeneran, lo que forma una cavidad que se constituye en la parte interna del meato acústico externo (conducto auditivo externo).
Al nacer este meato acústico es relativamente corto, por ello se debe tener cuidado de no lesionar la membrana timpánica. El meato acústico externo alcanza su longitud de adulto hacia los 9 años de edad.

### Oreja
Se desarrolla a partir de las 6 proliferaciones mesenquimatosas de los extremos dorsales del primer y segundo arco faríngeo. Ascienden luego del maxilar inferior al nivel de los ojos a ambos lados de la cabeza
- Pabellón auricular: se origina del área superior dorsal de la primera hendidura branquial ectoblástica y del revestimiento externo del primer y segundo arco. Las partes derivan de 6 promiencias en el día 42 de gestación, a las doce semanas forman el pabellón auricular. En cuanto a las anomalías del pabellón auricular, la alteración congénita de la audición puede ser resultado de desarrollo defectuoso del aparato conductor de los sonidos del oído medio, o de los tejidos neurosensitivos o perceptivos del oído interno. La mayor parte de los casos de sordera congénita son causados por genes autosómicos recesivos.

## Modelos de desarrollo
En el pez cebra, el proceso de la formación de la placoda ótica no se invagina, pero forma un hueco por cavitación. Durante la gastrulación los precursores la placoda ótica aparecen mezclados con células destinadas al sistema nervioso central, cresta neural placodas epibranuiales y epidermis.

### Marcadores moleculares relacionados con la placoda ótica
Se han estudiado marcadores moleculares relacionados con la invaginación de la placoda ótica, los marcadores tempranos específicos para la transcripción son Pax 8, Pax 2, Fox y Sox 9.
Cephalochordata como el Anphioxus no tienen estructuras el oído medio, ya que se ha demostrado que la cresta neural y la placoda sensorial son exclusivas de vertebrados y el homólogo de Pax 2 y Pax 8 Amphipax 2/5/8 no expresa nunca una estructura placoide.
En Ascidias el homólogo de Pax 2 AnphiHox 2/5/8 está expresado en el atrio primordial de la larva que tiene mecanorreceptores.

### Expresión de la proteína morfogénica ósea 4 en el desarrollo del oído interno
La proteína morfogénica ósea (BMP) se expresa a la novena semana, en el margen posterior de la cúpula ótica esta se invagina, y la señal de BMP4 es restringida al foco posterior en la undécima semana.  La separación de la expresión en el foco posterior está regulada por la región ventral, en donde se desarrolla la cóclea lateral en la semana once.
Las células que expresan la BMP4 en él serán divididas y se convertirán en las crista anterior y posterior. En Drosophila y Xenopus la formación dorso ventral y la anteroposterior se define por la expresión de BMP4 y antagonistas como la nogina y la cordina BMP4 en el final de la capa mesodérmica del huevo de xenopues se expresa en alta concentración.
Estudios demuestran que cuando la BMP4 exógena es inyectado a los huevos de Xenopus todo el mesodermo es ventralizado, una sobreexpresión de los receptores de BMP4 negativo resultan en la formación de dos ejes dorsales.